# 아이패드 미니 4
아이패드 미니 4(iPad mini 4)는 폭스콘이 제조하고, 애플이 설계, 판매 중인 iOS 태블릿 컴퓨터로 아이패드 미니의 4세대 제품이다. 2015년 9월 9일 (미국 시간 기준) 미국 샌프란시스코 빌 그레이엄 시빅 오디토리엄에서 아이패드 프로와 함께 공개되었다. 공개 당일날 1차 출시국부터 아이폰 6s와 아이폰 6s 플러스와 같이 출시되었다. 다만, 공개 현장에서는 아이패드 프로를 먼저 공개한 뒤, 라인업을 소개할 때, 아이패드 미니 4를 간략하게 소개했다.

## 특징[4]

### 운영체제 및 소프트웨어
참고할 문서: iOS, iOS 9, iOS 10
아이패드 미니 4는 기본으로 iOS 9.0을 탑재하고 출시됐다. 아이패드 에어 2에서 먼저 적용되었던 슬라이드 오버(Slide Over), 픽처 인 픽처(Picture in Picture), 스플릿 뷰(Split View) 등의 멀티테스킹 관련 기능이 대거 추가되었다. 스플릿 뷰(Split View)는 2개 앱을 한 화면에 동시에 구현하는 기능이며, 이는 아이패드 프로에도 동일하게 추가되었다.

### 디자인
아이패드 미니 4는 전작인 아이패드 미니 3와 유사한 디자인을 이어가고 있다. 골드 색상과 지문인식 기능인 Touch ID가 동일하게 구현되었다. 전작보다는 3.2mm 더 길어지고, 18% 정도로 두께가 줄었으며, 무게가 30g 더 가벼워졌다. 그래서 아이패드 미니 3와는 달리 아이패드 미니 2의 케이스와 호환이 되지 않는다. 기기의 자석 위치도 변경되어 스마트 커버도 호환이 되지 않는다.

### 색상
- 스페이스 그레이
- 실버
- 골드

### 하드웨어
아이패드 미니 4는 아이패드 에어 2에 탑재된 애플 A8X 프로세서를 강화한 애플 A8 프로세서를 탑재했다. 애플 A8은 전작인 애플 A7 대비 1.3배 더 빠른 CPU와 1.6배 더 빨라진 GPU를 탑재했다. 아이패드 미니 2와 아이패드 미니 3보다 메모리의 용량을 1 GB가 더 늘린 2 GB 메모리가 탑재되어 IOS 9의 멀티테스킹 기능을 구현할 수 있게 되었다. 모션 보조 프로세서인 M8도 탑재되어 게이밍과 지도 활용 처리 속도를 높였다.
아이패드 미니 3와 동일하게 지문인식 기능인 Touch ID가 구현되어 있어서, 애플의 간편 결제 서비스인 애플 페이를 실행할 수 있다. IOS 10부터 사파리 (웹 브라우저)에서도 인터넷 결제에 활용할 수 있다.
카메라는 아이패드 에어 2와 동일한 800만 화소의 아이사이트 카메라를 탑재했다. 디스플레이는 아이패드 미니 2, 아이패드 미니 3와 동일한 레티나 디스플레이가 탑재되었으며, 반사 방지 코팅을 추가해 전작보다 더 선명한 사진 감상이 가능해졌다. 디스플레이의 색 표현도를 전작보다 62%~101%까지 향상시켰다. 배터리 용량은 줄었으나, 애플은 동일하게 10시간 사용이 가능하다고 주장했다.

## 같이 보기
- 아이패드 미니
- 아이패드 프로